# Proaeginina norvegica
Proaeginina norvegica is een vlokreeftensoort uit de familie van de Caprellidae. De wetenschappelijke naam van de soort is voor het eerst geldig gepubliceerd in 1931 door Stephensen.